# Ľubotice
Ľubotice es un municipio del distrito de Prešov en la región de Prešov, Eslovaquia, con una población estimada a final del año 2024 de 4103 habitantes.
Se encuentra ubicado en el centro-sur de la región, en el valle del río Torysa (cuenca hidrográfica del río Tisza) y cerca de la frontera con la región de Košice.

## Demografía
| Año        | 1994 | 2004     | 2014     | 2024     |
| ---------- | ---- | -------- | -------- | -------- |
| Población  | 2225 | 2783     | 3200     | 4103     |
| Diferencia |      | +25,07 % | +14,98 % | +28,21 % |

| Año        | 2023 | 2024    |
| ---------- | ---- | ------- |
| Población  | 3974 | 4103    |
| Diferencia |      | +3,24 % |